# Orfeó Valencià Navarro Reverter
El Orfeó Valencià Navarro Reverter es una agrupación coral amateur mixta fundada en Valencia (España) en 1972, cuyo objetivo es la interpretación y la difusión de la música coral en todas sus formas y estilos, en particular la de compositores valencianos. Su nombre anterior fue Orfeón Navarro Reverter. Su director fundador fue Jesús Ribera Faig. Desde 1987, Josep Lluís Valldecabres es su director musical.
En su repertorio figuran las obras y los autores más representativos de la música coral de todas las épocas, con especial presencia de autores valencianos.
Entre otros conciertos y ciclos de conciertos habituales, protagoniza anualmente el "Retaule de Nadal" en la Iglesia de El Patriarca de Valencia la semana anterior a Navidad.
Asimismo, apadrina al Orfeó Valencià Infantil (OVI), formado por más de 120 voces entre 4 y 17 años.

## Historia
El Orfeó Valencià Navarro Reverter dio su primer concierto en la ciudad de Valencia en mayo de 1972 dirigido por Jesús Ribera Faig, que fue su director hasta diciembre de 1986, fecha desde la cual Josep Lluís Valldecabres asumió la dirección musical.
Ha actuado junto a las principales orquestas valencianas y españolas, y otros grupos instrumentales españoles y extranjeros, así como junto a cantantes e instrumentistas de la talla de María Bayo, Teresa Berganza, Simon Estes, Joan Cabedo, Ainhoa Arteta, Isabel Rey, Isabel Monar, Erika Escribá-Astaburuaga, Lluís Llach, Perico Sambeat, etc.

## Representaciones escénicas destacadas
- Atlàntida, de Manuel de Falla, bajo la dirección musical de Josep Pons y montaje de La Fura dels Baus.[19][1][20]
- Tosca[20] y Madama Butterfly,[20] de Puccini, dirigidas por T. Severini y M. Guidarini respectivamente,
- Marina, de Arrieta, bajo la dirección escénica de Alex Herold.[21][12][13]
- Participación en las producciones Aman[22] y Requiem, del Centre Coreogràfic y el Ballet de Teatres de la Generalitat Valenciana, interpretando obras de Bach y Mozart respectivamente.

## Obras sinfónico-corales interpretadas destacadas
- Johann Sebastian Bach: Pasión según San Juan, y Magnificat BWV243
- Georg Friedrich Händel: El Mesías
- Joseph Haydn: La Creación
- Wolfgang A. Mozart: Requiem[11]
- Ludwig van Beethoven: Novena Sinfonía[23][24][25]
- Franz Schubert: Misa en sol mayor e Intende voce[26]
- Felix Mendelssohn: Jesu meine Freude[27]
- Giuseppe Verdi: Messa da Requiem[2] y Aida (versión de concierto)[28][29]
- Johannes Brahms: Ein Deutsches Requiem (versión para piano a cuatro manos)[30] y Nänie
- Josef Gabriel Rheinberger: Stabat Mater
- Gustav Mahler: Octava Sinfonía (de los Mil)[31]
- Gabriel Fauré: Requiem,[32][33] Pavana y Cantique de Jean Racine
- César Franck: Sept dernières paroles du Christ en croix (estreno en España)
- Georges Bizet: Carmen (selección, versión de concierto)
- Maurice Ravel: Daphnis et Chloé[34]
- Igor Stravinsky: Sinfonía de los Salmos
- Carl Orff: Carmina burana[35][36]
- John Rutter: Mass of the Children (estreno en España)
- Karl Jenkins: Gloria.

## Otras actuaciones recientes destacadas
- 2004: Concierto en la Iglesia de la Madeleine (París).[37]

- 2008: Participación, tras selección, en el Festival Internacional Singing World de San Petersburgo (Rusia).

- 2012: Interpretación de la ópera Aida, de Verdi (versión de concierto), en el Auditorio Nacional de Madrid.[28][29]

- 2013: Participación en el XVII Festival de Jazz con The Sacred Concert, de Duke Ellington, bajo la dirección de Perico Sambeat y junto a la Sedajazz Orchestra, en el Palacio de la Música y Congresos de Valencia.[17][18]

- 2013: Interpretación de la Misa a Buenos Aires, de M. Palmeri, con la Master Chambers Players, en el Palacio de la Música y Congresos de Valencia.[38]

- 2014: Programa “Veus e vents d’estiu”, con obras de Brahms y Elgar, entre otros autores, con Spanish Brass Luur Metalls.

- 2015: Concierto solidario con las víctimas del terremoto del Nepal, bajo el título "Blood & Crystal Tears".[39][9]

- 2015: Interpretación del Magnificat BWV243, de J. S. Bach, y del Gloria, de Karl Jenkins”, bajo la dirección de Carmen Mas Arocas, en el Palacio de la Música y Congresos de Valencia.

- 2015: Primera audición en Valencia de Ein Deutsches Requiem, de Johannes Brahms, para soprano y barítono solista, coro y piano a cuatro manos (versión de Londres), en el Auditorio de Torrente.[30][40]

## Discografía
- Retaule de Nadal (1973) (CBS)
- Retaule de Nadal (1974) (CBS)
- Retaule de Nadal (1975) (CBS)
- Retaule de Nadal (1976) (CBS)
- Retaule de Nadal (1977) (CBS)
- Retaule de Nadal (1978) (CBS)
- Retaule de Nadal (1979) (CBS)
- Retaule de Nadal (1980) (CBS)
- Compositores valencianos - Cuenca / J.B. Comes (1980) (Tabalet)
- I Festival Coral del País Valencià / B. Bartok (1981) (Pertegás)
- La música del Tirant (1990) (Tabalet)
- Atlàntida (Manuel de Falla) (1980) (Audivis / Valois)[41][42]
- XXV Aniversario (1998) (Estudis La Lluna)
- El tambor de granaderos (R. Chapí) (1998) (Palacio de la Música y Congresos de Valencia)
- En Directe (2002) (La Lluna Musical)
- Retaule de Nadal (con Spanish Brass Luur Metalls) (2006) (Stomvi)[43]

## Reconocimientos y méritos
- 1988: máximo galardón en el I Concurso Internacional de Coros Ciudad de Budapest.[2][5]
- 2011: distinción de Institución Insigne de la Música Valenciana, concedida por la Academia de la Música Valenciana.[2]

## El Orfeó Valencià Infantil (OVI)
El Orfeó Valencià Infantil (OVI) fue fundado en septiembre de 2004 por iniciativa de un grupo de orfeonistas profesionales en la educación musical.
Está formado actualmente por más de cien niños y niñas estructurados en cuatro grupos, desde los cuatro hasta los 17 años de edad.
Ha estrenado ciclos de música original, escrita para el OVI, con letra de autores preferentemente valencianos.
En su trayectoria reciente, podemos destacar:
- 2007: Interpretación de Carmina Burana, de Carl Orff, junto al Orfeó Valencià Navarro Reverter y la Orquesta Filarmónica de la Universidad de Valencia, en el Palacio de la Música y Congresos de Valencia y en el Auditorio Centro Sociocultural de La Eliana, bajo la dirección de Josep Lluís Valldecabres y Cristóbal Soler, respectivamente.[8]

- 2008: Interpretación de Carmen, de Bizet, junto al Orfeó Valencià Navarro Reverter y la Master's Symphony Orchestra, en el Auditorio Centro Sociocultural de La Eliana, bajo la dirección de Alexis Calvo.[8]

- 2008: Interpretación de un concierto con su repertorio singular en el Auditorio del Palacio de les Artes Reina Sofía, junto al Orfeó Valencià Navarro Reverter.

- 2009: Participación en la interpretación de la cantata Un concert desconcertant, de Antoni Ros Marbà y Miquel Desclot, junto al Lluís Vidal Trío y la Joven Orquesta Nacional de Cataluña (JONC Filharmonia), bajo la dirección de Manel Valdivieso, en el Auditorio de Barcelona.

- 2010: Primer concierto de "El Retaulet", concierto de Navidad, en el Centro Cultural Bancaja.[8]

- 2011: Participación en la interpretación del ciclo Water Music Songs (Europa Cantat Junior), bajo la dirección de Basilio Astúlez, en el Concert Hall de Pärnu (Estonia).

- 2012: Presentación de su libro-CD Cantovicòrum Iubilo (Ed. Bromera), con 19 canciones de Josep Lluís Valldecabres, con letra de los poetas Marc Granell, Josep Ballester, Olga Xirinacs y del mismo Valldecabres, con versiones instrumentales de Jesús Debón e ilustraciones de Manuel Boix.[44][45]

- 2013: Participación en la interpretación del Sacred Concert, de Duke Ellington, en el Festival de Jazz del Palacio de la Música y Congresos de Valencia, bajo la dirección de Perico Sambeat, junto al Orfeó Valencià Navarro Reverter y la Sedajazz Orchestra.

- 2014, Participación en el concierto "Veus e Vents d’Estiu", junto con el Orfeó Valencià y el quinteto de metales Spanish Brass Luur Metalls.

- 2014: Participación en Europa Cantat Junior en Bergen (Noruega). Concierto en la Grieg Academy.

- 2015: 10º aniversario. Concierto en el Palacio de la Música y Congresos de Valencia.

- 2015: Gira por Alemania, con actuaciones en Bonn, Colonia y Solingen, invitados por la Chor Akademie Bergisch-Land de Solingen (Rin del Norte - Westfalia).

- 2016: Participa en el Festival Internacional de la Toscana; en el taller de Corearte en Barcelona

- 2016: En el Palacio de la Música y Congresos de Valencia interpreta Mass of the Children, de Rutter con la Orquesra Filharmònica de la Universitat de València, bajo la dirección de Hilari García.

- 2017: En el Palau Sant Jordi de Barcelona, participa en la 50 Trobada del SCIC,

- 2017: En Lyon participa en el taller coral Rainbow of songs from Eastern Europe to North America, bajo la dirección de Zimfira Poloz (Europa Cantat Junior); y en el Festival L’Empordà Canta (Torroella de Montgrí).

- 2017: En el ADDA de Alicante y en el Palacio de la Música y Congresos de Valencia interpreta la Tercera Sinfonía de Mahler con la Orquestra de València, bajo la dirección de Yaron Traub.

- 2018: Actúa en el homenaje al poeta Marc Granell (Els versos de Marc en escena) y en El Alguer (Cerdeña) de la mano de la Coral Matilde Salvador de aquella ciudad.

- 2019: Actúa en la LIV Feria del Libro de Valencia, en la XVIII Trobada de Cors (La Eliana - FECOCOVA) y en la ciudad de Lisboa (Lisboa Cantat).

- 2020: En el Palacio de la Música y Congresos de Valencia comparte escenario por invitación de los Pequeños Cantores de Viena, bajo la dirección del maestro M. Cagnin.

- 2022: En la iglesia de San Esteban de Valencia, actúa junto con el Orfeó Valencià Navarro Reverter en un concierto por La Paz entre Rusia y Ucrania junto con la orquesta de los “Músics per la Pau” bajo la dirección de Sergio Sáez.